# Vieille-Église-en-Yvelines
Vieille-Église-en-Yvelines là một xã thuộc tỉnh Yvelines trong vùng Île-de-France miền bắc nước Pháp.